# Hoplophthiracarus concinuus
Hoplophthiracarus concinuus är en kvalsterart som beskrevs av Wojciech Niedbała 1982. Hoplophthiracarus concinuus ingår i släktet Hoplophthiracarus och familjen Phthiracaridae. Inga underarter finns listade i Catalogue of Life.